# Marie-Victoire Jaquotot
Marie Victoire Jaquotot, född 1772, död 1855, var en fransk målare. 
Hon målade porslin åt porslinsfabriken i Sèvres. Mellan 1816 och 1836 höll hon i en skola i porslinsmåleri i sin verkstad i Paris. 
Hon är representerad på Nationalmuseum.